# 오구리 카코
오구리 카코(일본어: 小栗かこ, 1998년 1월 2일 ~)는 일본의 가수다. 2014년 GEM 싱글 1집 <We're GEM!>으로 데뷔했다.

## 방송
- 교칙위반 수학여행 (2017)
- Nizi Project (2020) - 파트1 20위

## 음반

### GEM
- We're GEM! (2014)
- キミと僕. / 最强 Summer!! / Kimito Boku / Saikyou Summer!! (너와 나. / 최강 Summer!!) (2017)

### ONE CHANCE
- I want you bad (2019)